# Ophrys poisneliae
Ophrys poisneliae är en orkidéart som beskrevs av Menos. Ophrys poisneliae ingår i ofryssläktet, och familjen orkidéer.
Artens utbredningsområde är Spanien. Inga underarter finns listade i Catalogue of Life.